# Stazione di San Pietro (Circumvesuviana)
La stazione di San Pietro è una stazione della ferrovia Circumvesuviana, sita presso l'omonima frazione del comune di Scafati.
Si trova sulla ferrovia Napoli-Pompei-Poggiomarino.

## Strutture e impianti
La stazione dispone di un fabbricato viaggiatori con sala di attesa e biglietteria, è munita di un solo binario dedicato al servizio sia in direzione Poggiomarino e Sarno sia in direzione Napoli Porta Nolana. La particolarità di questa fermata è che la biglietteria e la sala d'attesa sono giù al livello della strada mentre per prendere il treno si cammina un po' si salgono delle scale e si va sulla banchina a prendere il treno. La stessa particolarità molto tempo fa il gestore o casellante quando suonava l'annuncio treno usciva saliva sulla banchina apriva il comando e chiudeva i due passaggi a livello della fermata di San Pietro. Oggi ha i comandi all'interno dell'ufficio e quelli fuori vengono utilizzati per emergenza.

## Movimento passeggeri e ferroviario
Il traffico passeggeri è più intenso nelle ore mattutine grazie ai numerosi studenti e ai numerosi pendolari.

## Servizi
La stazione dispone di:
- Servizi igienici